# Hans Georgii (Richter)
Hans Dieter Georgii (* 18. Juli 1938; † 10. November 2023) war ein deutscher Jurist.

## Leben

### Ausbildung
Georgii studierte von 1957 bis 1961 Rechtswissenschaften in Tübingen, Freiburg und Hamburg. In Tübingen wurde er 1957 Mitglied der Studentenverbindung Tübinger Königsgesellschaft Roigel.

### Juristische Karriere
Ab 1976 war Georgii Vorsitzender Richter des Landgerichts Ravensburg. Nach der Wiedervereinigung half er beim Aufbau des Rechtsstaates in Sachsen mit. Von 1991 bis 1992 war er zunächst am Amtsgericht Bautzen tätig. Von 1993 bis 1996 war er Präsident des Landgerichts Dresden. Von 1993 bis 1996 war er zudem Mitglied des Verfassungsgerichtshofs des Freistaates Sachsen. 1996 wurde er nach einer Auseinandersetzung mit dem sächsischen Justizminister Steffen Heitmann (CDU) als Präsident ans Landgericht Ravensburg berufen. Von 1996 bis 2006 war Georgii zudem Richter am Staatsgerichtshof für das Land Baden-Württemberg, von 2000 bis 2006 als Ständiger Stellvertreter des Präsidenten.

### Kommunalpolitik
Georgii gehörte ab 1972 der SPD an. Von 1971 bis 1990 und von 2004 bis 2009 war er Mitglied des Gemeinderats von Ravensburg. Zudem war er Gründungsvorstand des Partnerschaftsvereins mit der Ravensburger Partnerstadt Coswig in Sachsen.

### Ehrung
2008 erhielt Georgii die Ehrennadel der Stadt Ravensburg.

### Sonstiges
Georgii war verheiratet und Vater von vier Kindern. Ab 1971 war er Mitglied des Lions Club Ravensburg. Zudem war er Mitglied der Ethikkommission des Zentrums für Psychiatrie Südwürttemberg.